# BND-Außenstelle Bad Aibling

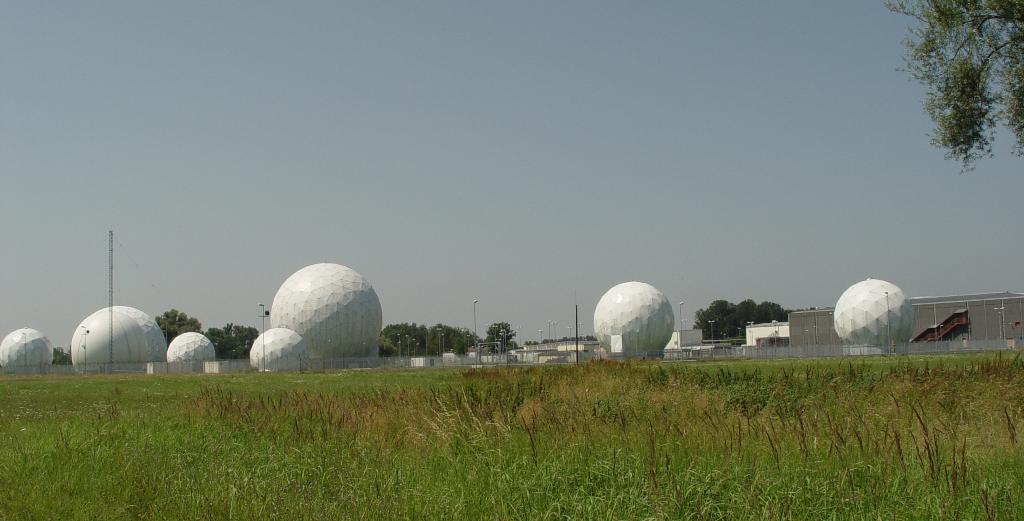
Liegenschaft der ehemaligen Bad Aibling Station mit Radomen.

Die BND-Außenstelle Bad Aibling ist eine Satelliten-Erfassungsstelle des Bundesnachrichtendienstes (BND) im oberbayerischen Bad Aibling. Sie besteht aus zwei Liegenschaften, der ehemaligen Bad Aibling Station mit mehreren Radomen und Satellitenschüsseln sowie der ehemaligen Mangfall-Kaserne.

## Aufgabe
Der BND nutzt die Anlage für die Aufklärung von Telekommunikation aus aller Welt. Mit ihr lassen sich unter anderem per Satelliten übertragene Telefonate, Faxe, E-Mails und sonstige IP-vermittelte Kommunikation auffangen. Hauptaufgabe ist der Schutz von Soldaten der Bundeswehr in ihren Auslandseinsätzen, die sogenannte „force protection“. Die Antennen in Bad Aibling erfassen möglichst viele Satelliten in ihrem Sichtfeld. Die darüber laufende Kommunikation wird nur im Promillebereich erfasst. Anschließend werden die Daten nach verschiedenen Kriterien gefiltert, unter anderem nach den Regeln des Artikel 10-Gesetzes und um erfasste Kommunikation von Deutschen vor der manuellen Auswertung automatisiert zu löschen. Selektoren dienen dazu, relevante Inhalte zu finden. Diese können Telefonnummern, E-Mail-Adressen usw. sein. Wenn die Programme anhand dieser Selektoren vermutlich relevante Kommunikationsinhalte finden, werden sie einem Sachbearbeiter mit entsprechenden Sprachkenntnissen vorgelegt. Hält er sie ebenfalls für relevant, erstellt er ein „Meldungsvorprodukt“, welches zur Auswertung geschickt wird. Die Außenstelle Bad Aibling soll vor allem Richtung Nahost, Afghanistan und Afrika horchen, den Ländern, wo die Bundeswehr eingesetzt ist. Es sollen 13 Kommunikations-Satelliten mit 180 Übermittlungsstrecken aufgeklärt werden können. Dabei sollen 23 Millionen Rohdaten pro Stunde anfallen.

## Legende

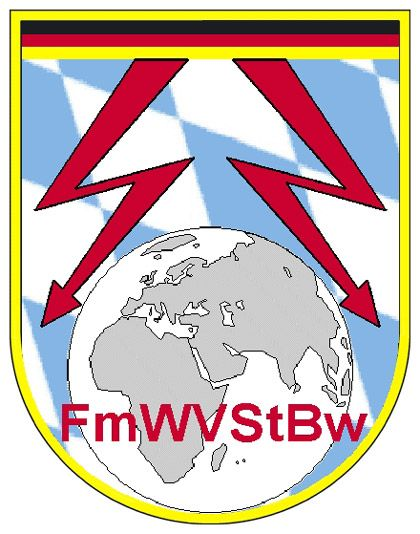
Militärisches Wappen zur Legendierung

Die Außenstelle war bis 2014 als Fernmeldeweitverkehrsstelle der Bundeswehr (FmWVStBw) legendiert. Die vorgebliche militärische Dienststelle der Bundeswehr sollte dem Organisationsbereich Streitkräftebasis angehören. Im Rahmen der BND-Transparenzoffensive wurde sie offiziell als Außenstelle erklärt. Weitere Tarnbezeichnungen sollen „Objekt Orion“, „Seeland-Torfstich“ und, von amerikanischer Seite, „SIGAD US 987-LA und LB“ gewesen sein, wobei „SIGAD“ für „Signals Intelligence Activity Designator“ steht. Das BND-interne Kürzel soll „3 D 30“ sein.

## Geschichte
Zum 30. September 2004 zogen die Amerikaner aus der Bad Aibling Station ab und haben diese an den BND übergeben. Vorerst waren 20 US-Mitarbeiter für den technischen Betrieb verblieben. Der BND verkleinerte die Liegenschaft von 134 auf einen Hektar. Die etwa 10 Hektar große Mangfall-Kaserne hatte die Bundeswehr mit Ablauf des Jahres 2002 verlassen, woraufhin die Liegenschaft vom BND übernommen wurde. Zunächst sollten in Zusammenhang mit dem Gesamtumzug des BND nach Berlin Teile der Abteilung Technische Aufklärung (TA) nach Bad Aibling umziehen. Die Abteilung verblieb jedoch in Pullach.
Auf Grundlage einer Vereinbarung aus dem Jahr 2002 kooperierte der BND in Bad Aibling mit der National Security Agency (NSA).
Die BND-Außenstelle Bad Aibling wurde im Zuge der Globalen Überwachungs- und Spionageaffäre genannt. Zu dieser wurde der NSA-Untersuchungsausschuss eingesetzt.
Im Rahmen der Zusammenarbeit zwischen BND und National Security Agency (NSA), die als „Joint SIGINT Activity“ („JSA“) bezeichnet wurde und auf einer als Verschlusssache mit dem Geheimhaltungsgrad STRENG GEHEIM eingestuften „Memorandum of Understanding“/Agreement aus dem Jahr 2002 beruhte, wurden in Bad Aibling Daten vom BND auf einen NSA-Server abgelegt. Die JSA existiert seit 2012 nicht mehr. In der BND-Außenstelle hatte die NSA ein als „Special US Liaison Activity Germany“ („SUSLAG“) bezeichnetes Verbindungsbüro. Im Jahr 2014 hatte sie in der Liegenschaft Mangfall-Kaserne in einem eigenen Gebäude ungefähr zehn Liaison-Mitarbeiter, die bei technischen Problemen helfen und Kontakte zur NSA-Zentrale vermitteln konnten.
In der Außenstelle sollen, im Auftrag der NSA, auch EU-Mitgliedstaaten und Organe der EU für die politische Auswertung aufgeklärt worden sein. Ab Anfang Mai 2015 sollen keine Internet-Verkehre im Auftrag der NSA überwacht worden sein, weil diese die geforderten Begründungen für die zu überwachenden Personen und Institutionen nicht geliefert habe. Seit 2016 haben deutsche und US-Geheimdienste ihre Zusammenarbeit in der Abhörstation wieder aufgenommen. Die Anlage gilt als zentral für die Überwachung von Krisenländern wie Afghanistan, Syrien, Irak und Libyen.